# 9661 Hohmann
9661 Hohmann este o planetă minoră (asteroid), cu un diametru de 27,664 km, din centura de asteroizi. A fost descoperită pe 18 martie 1996 la Observatorul Național Kitt Peak de Spacewatch și a fost numită după Walter Hohmann⁠(d). 
Obiectul prezintă o orbită caracterizată de o semiaxă mare de 3,943426 UAi, o excentricitate de 0,23, o înclinație de 12,9894 ° în raport cu ecliptica.